# Penanjong Kem
Penanjong Kem – stadion piłkarski w Pekan Tutong, w Brunei. Posiada nawierzchnię trawiastą. Może pomieścić 2500 osób. Na stadionie grają zawodnicy klubu MS Angkatan Bersenjata Diraja Brunei FC.